# Vogternes Råd
Vogternes Råd eller Rådet af Vogtere af Forfatningen eller Formynderskabsrådet (Shora-ye Negahban-e Qanun-e Assassi) er indehaver af centrale politiske beføjelser i Iran.
Rådet består af 12 medlemmer, seks eksperter i islamisk lov og seks jurister, de første seks er udpeget af Irans religiøse leder, de sidste seks er udpeget af retsvæsenet og godkendt af parlamentet.
Rådets fornemste pligt er at sikre den islamiske revolution ved bl.a. at overvåge valg, godkende kandidater til alle valg, samt afgøre, om de love, der bliver vedtaget i parlamentet, er i overensstemmelse med forfatningen og islam.
I de tilfælde, hvor en lov strider mod forfatningen eller mod islamisk lov, kan Vogternes Råd sende den tilbage til en ny behandling i parlamentet. I tilfælde, hvor Vogternes Råd og parlamentet ikke kan blive enige, kan loven sendes til Fremskyndelsesrådet, hvis opgave er at mægle mellem Vogternes Råd og parlamentet.
Vogternes Råd udøver en stærkt konservativ indflydelse på udviklingen i Iran og har på mange områder gjort de reformhåb, som næredes efter valget af Mohammad Khatami til præsident i 1997, til skamme.

## Eksterne ressourcer
- Magtstrukturen i Iran, BBC

35°41′16″N 51°24′04″Ø / 35.687878°N 51.401208°Ø